# جمال فهمي
جمال فهمي صحفي مصري، وعضو اتحاد أندية الفكر الناصري في جامعات مصر سابقا. له مقالات في جريدة التحرير والدستور الأصلي.